# Kaufmann für Dialogmarketing
Kaufmann für Dialogmarketing ist in Deutschland seit 2006 ein staatlich anerkannter Ausbildungsberuf nach Berufsbildungsgesetz.

## Berufsbild
Kaufleute für Dialogmarketing organisieren alle Dienstleistungen, die es rund um das Telemarketing gibt, vom Aufbau von Datenbanken, über die Planung des Personaleinsatzes bis hin zur Organisation der Kundenbetreuung. Kaufleute für Dialogmarketing sind darauf spezialisiert, im Auftrag von Unternehmen, durch die Koordination der Angestellten Kunden zu betreuen, binden und gewinnen, ihnen neue bzw. zusätzliche Produkte und Dienstleistungen anzubieten.

## Ausbildungsdauer und Struktur
Bei dem Beruf Kaufmann für Dialogmarketing handelt es sich um einen anerkannten Ausbildungsberuf. Die Ausbildung erfolgt im dualen System und dauert drei Jahre. Im Anschluss ist eine Fortbildung zum Fachwirt Call-Center, Betriebswirt Call-Center-Management oder Fachwirt Marketing und Werbung möglich.

## Entstehungsgeschichte
Die telefonische Beratung von Kunden nimmt einen immer größeren Stellenwert ein. Dies gilt nicht nur für Unternehmen aus Handel und Dienstleistung, sondern auch in der öffentlichen Verwaltung. Ziel dieser Betreuung ist es, langfristige Kundenbeziehungen aufzubauen und zu erhalten. Diese Aufgabe übernehmen zunehmend Callcenter.
2006 wurde mit neuen Ausbildungsmöglichkeiten diesem wachsenden Wirtschaftszweig Rechnung getragen. Ein zweijähriger Ausbildungsberuf, die Servicefachkraft für Dialogmarketing sowie der dreijährige Ausbildungsberuf Kaufmann für Dialogmarketing entstanden.

## Arbeitsgebiete
Kaufleute für Dialogmarketing arbeiten in Callcentern von Industrie- und Handelsunternehmen, können aber auch in der öffentlichen Verwaltung eingesetzt werden.
Sie  planen und organisieren darüber hinaus Kampagnen und Projekte. Sie planen die Personalbeschaffung und den -einsatz. Sie steuern und kontrollieren die Projektabwicklung, erfassen Kennzahlen, bereiten die Daten auf und wirken bei der Angebotsgestaltung und Vertragsanbahnung mit.
Kaufleute für Dialogmarketing sind gelegentlich auch im telefonischen Kundenkontakt eingebunden, indem sie aktiv Kunden anrufen (so genannter „outbound“) oder auf Kundenanrufe reagieren („inbound“). Sie beraten Kunden, nehmen Bestellungen oder Beschwerden entgegen und leiten die Daten an andere Abteilungen des Unternehmens weiter.

## Zwischen- und Abschlussprüfung
In diesem Beruf wird eine konventionelle Zwischen- und Abschlussprüfung durchgeführt. Die Prüfungsaufgaben werden von der Aufgabenstelle für kaufmännische Abschluss- und Zwischenprüfungen (AkA) in Nürnberg erstellt.

### Zwischenprüfung
Die Zwischenprüfung findet im zweiten Ausbildungsjahr statt. Der Auszubildende bearbeitet in 120 Minuten schriftliche Aufgaben aus den Gebieten:
- Leistungsangebote im Dialogmarketing
- Kommunikationsprozesse
- Arbeits- und Aufgabengestaltung
- Wirtschafts- und Sozialkunde
- Englisch

### Abschlussprüfung
Mit der Abschlussprüfung wird die berufliche Handlungsfähigkeit des Auszubildenden festgestellt.
Die Prüfung besteht aus vier Prüfungsbereichen:
- Gestaltung und Vertrieb von Dienstleistungen,
- Projektmanagement im Dialogmarketing,
- Wirtschafts- und Sozialkunde sowie
- Fallbezogenes Fachgespräch.

Im Prüfungsbereich Gestaltung und Vertrieb von Dienstleistungen bearbeitet der Auszubildende in 90 Minuten schriftlich Aufgaben aus den Gebieten: Angebot und Verkauf von Dienstleistungen sowie Kernprozesse im Dialogmarketing. Er zeigt dabei, dass er Instrumente und Techniken der Kundenbetreuung, Kundenbindung und Kundengewinnung einsetzen und Leistungen der Dialogmarketing-Branche zielgruppenorientiert gestalten und vermarkten sowie dabei rechtliche Rahmenbedingungen berücksichtigen kann.
Im Prüfungsbereich Projektmanagement im Dialogmarketing bearbeitet er in 150 Minuten schriftlich Aufgaben aus den Gebieten Projektabwicklung, Ressourcensteuerung, Qualitätssichernde Maßnahmen und Betriebswirtschaftliche Kontrolle. Er zeigt, dass er Projekte organisieren, koordinieren und aus kaufmännischer Sicht steuern, Technik und Personaleinsatz planen, Projektpläne und -ziele qualitätsgerecht umsetzen, Kennzahlen der Dialogmarketing-Branche aufbereiten und auswerten kann. Darüber hinaus werden Aspekte aus den Bereichen Sicherheit und Gesundheitsschutz bei der Arbeit und Umweltschutz abgeprüft.
Im Prüfungsbereich Wirtschafts- und Sozialkunde bearbeitet der Auszubildende in 60 Minuten praxisbezogene Aufgaben oder Fälle bearbeiten mit allgemeinem wirtschaftlichen und gesellschaftlichen Zusammenhängen aus der Berufs- und Arbeitswelt.
Neben diesen drei schriftlichen Prüfungsbereichen führt der Auszubildende im Prüfungsbereich Fallbezogenes Fachgespräch ein Fachgespräch mit dem Prüfungsausschuss. Er erhält dazu im Vorfeld zwei Aufgaben zur Auswahl, entscheidet sich für eine der Aufgaben und kann sich 15 Minuten auf das Fachgespräch vorbereiten. Das eigentliche Gespräch dauert 30 Minuten. Der Auszubildende soll dabei zeigen, dass er Gespräche mit Auftraggebern systematisch führen, zielgruppenorientiert kommunizieren und Gesprächsführungstechniken situationsbezogen anwenden kann. Weiterhin muss er nachweisen, dass er Aufgabenstellungen analysieren, Zielsetzungen erkennen, Aspekte des Marketings berücksichtigen und betriebswirtschaftliche Zusammenhänge erläutern kann.
Das Gesamtergebnis wird wie folgt gewichtet:
- Gestaltung und Vertrieb von Dienstleistungen:	20 Prozent
- Projektmanagement im Dialogmarketing:	40 Prozent
- Wirtschafts- und Sozialkunde:	20 Prozent
- Fallbezogenes Fachgespräch: 20 Prozent

Um die Prüfung zu bestehen, müssen in drei der genannten Prüfungsbereiche mindestens ausreichende Leistungen erzielt werden. Wird mindestens ein Prüfungsbereich mit ungenügend bewertet, ist die Prüfung nicht bestanden.

## Anrechnung der Ausbildung
Ein Auszubildender, der seine zweijährige Ausbildung als Servicefachkraft für Dialogmarketing erfolgreich abgeschlossen hat, kann seine Ausbildung im dreijährigen Ausbildungsberuf Kaufmann für Dialogmarketing fortsetzen. Dabei wird die bereits absolvierte Ausbildungszeit angerechnet.